# Karl Wilhelm Gottlob Kastner
Karl Wilhelm Gottlob Kastner (* 31. Oktober 1783 in Greifenberg in Pommern; † 13. Juli 1857 in Erlangen) war ein deutscher Chemiker und Professor für Physik und Chemie an mehreren Universitäten in Deutschland.

## Leben
Karl Wilhelm Gottlob Kastner wurde am 31. Oktober 1783 in Greifenberg in Pommern geboren. Sein Vater, Johann Friedrich Gottlob Kastner, war neben seiner Tätigkeit als Rektor der Stadtschule Lehrer für Religion, deutsche Sprache, Geschichte, Geographie, Mathematik und Naturgeschichte sowie protestantischer Pfarrer. Nach der Versetzung des Vaters nach Swinemünde begann Kastner dort 1798 eine Apothekerlehre bei dem Pharmazeuten Gustav Benjamin Geisler. In seiner Freizeit führte er im Laboratorium der Apotheke diverse chemische Experimente bezüglich der Reaktionen von Metallen mit Laugen und Säuren durch. 
Noch während seiner Lehrzeit erhielt Kastner vom Apotheker Flittner der Salomo’s Apotheke in Berlin ein Angebot als Gehilfe, welches er im Herbst 1801 annahm und nach Berlin zog. Neben seinen pharmazeutischen Arbeiten in Berlin besuchte er bereits Vorlesungen. 1802 arbeitete er für die Dauer eines Semesters als Gehilfe des Professors Bourgnet, indem er diesem bei Versuchen der Vorlesungen „Experimentalchemie“ und „Experimentalphysik“ half. Da Kastner großen Wert auf einen praktischen Bezug legte, nahm er im selben Jahr ein Angebot eines Betriebes an, in welchem er sich um verschiedene Prozesse wie z. B. das Färben kümmerte. 
Nachdem der Betrieb in finanzielle Schwierigkeiten geraten war, zog er 1803 nach Neustadt bei Stolpen. Dort übernahm er die Verwaltung der Apotheke von Ernst Friedrich Struve. Während er 1804 auf der Reise nach Göttingen war, um dort als Assistent des Chemieprofessors Johann Friedrich Gmelin zu arbeiten, strich ihm ein Verwandter die benötigte finanzielle Unterstützung, so dass Kastner in Jena zwischenstoppen musste. Dort ließ er sich an der Universität Jena am 29. April 1804 als Student der Medizin immatrikulieren. Während seines Studiums verschiedener Naturwissenschaften knüpfte er wichtige Kontakte in Jena und hielt bereits regelmäßig Vorlesungen über Chemie. Auch hier hatte er, dank des Mediziners Wilhelm Karl Friedrich Suckow, die Möglichkeit ein Laboratorium nutzen zu können, bis er am 5. November 1804 bei Johann Friedrich August Göttling promovierte. In seiner Dissertation behandelte er „Das Verhalten von Stoffen bei unterschiedlichen Temperaturen“. 
1805 startete er seine Professorenlaufbahn, als er zum Privatdozenten der philosophischen Fakultät ernannt wurde. Er hielt Vorlesungen zur Universalchemie, Physiologie der anorganischen Körper und Geschichte der Chemie. Noch im selben Jahr wurde er außerordentlicher Professor der Chemie an der Universität Heidelberg. Zunächst hielt er Vorlesungen über Experimentalchemie und „Physiologie der anorganischen Natur“, später zusätzlich Agrikulturchemie, Physik, Mineralogie, Pflanzenphysiologie sowie „Enzyklopädie der gesammten Naturwissenschaften“. In Heidelberg wurde er 1806 Mitglied der Freimaurerloge „Carl zur guten Hoffnung“. Nachdem er 1810 zum ordentlichen Professor der Universität Heidelberg ernannt worden war und mehrere Versuche, die chemische Ausbildung zu verbessern, missglückten, verließ Kastner 1812 Heidelberg und ging als ordentlicher Professor für Physik und Chemie an die Universität Halle. Seine Tätigkeiten dort unterbrach er von Oktober 1813 bis Oktober 1814, um seinen freiwilligen militärischen Dienst anzutreten. Hierzu beaufsichtigte er vier russische und preußische Lazarette in Halle und war zudem als Arzt tätig. Nach seiner Rückkehr gab er mehrere Zeitschriften heraus und es wurden seine ersten Werke veröffentlicht. Am 28. Dezember 1816 wurde er Mitglied der „Kaiserlichen Leopoldinisch-Carolinischen deutschen Akademie der Naturforscher“ Leopoldina.
Am 9. Oktober 1818 wechselte er als einer der ersten ordentlichen Professoren an die Universität Bonn und wurde dort am 21. Oktober 1818 bereits zum Dekan der Philosophischen Fakultät ernannt. Aufgrund der politischen Verhältnisse verließ Kastner Bonn und lehrte von 1821 bis 1857 als Professor für Chemie und Physik an der Universität Erlangen. Auch hier hielt er zahlreiche Vorlesungen bezüglich Physik und Chemie, wobei sein größeres Interesse der Chemie galt. Der im Gegensatz zu Kastner später weltberühmt gewordene Chemiker Justus von Liebig lernte bei ihm und war 1821 mit ihm von Bonn nach Erlangen gegangen. In den Jahren 1834, 1838, 1842, 1846 und 1853 wurde er zum Dekan der Erlanger Philosophischen Fakultät gewählt. Neben seiner Lehrtätigkeit in Erlangen war Kastner Mitglied des Verwaltungsausschusses. Zudem schrieb er diverse Lehrbücher und wissenschaftliche Arbeiten. 
Aufgrund seines schlechten Gesundheitszustands musste Kastner die meisten Aufgaben der Physik 1857 abtreten. Zudem wurde er von der Direktion des chemischen Laboratoriums entbunden. Am 13. Juli 1857 starb Karl Wilhelm Gottlob Kastner nach längerer Krankheit.
Sein Neffe war der Landschaftsmaler Bernhard Fries (1820–1879); sein Schwager dessen Vater, der Bankier, Fabrikant und Gemäldesammler Christian Adam Fries (1765–1847).

## Ehrungen
- 1812: Ernennung zum Mitglied der Akademie der Wissenschaften zu Göttingen
- 1812: Ernennung zum Ehrendoktor der Medizin durch die Medizinische Fakultät der Universität Gießen
- 1820: Wahl zum auswärtigen Mitglied der Bayerischen Akademie der Wissenschaften[3]

## Werke
- Beiträge zur Begründung einer wissenschaftlichen Chemie. 1807
- Grundriss der Chemie zum Gebrauche seiner Vorlesung. 1807
- Grundriss der Experimentalphysik. 1810 Digitalisat
- Chemisches Handwörterbuch. 1813
- Encyklopädische Uebersicht der gesammten Naturwissenschaften. 1813
- Einleitung in die neuere Chemie. 1814
- Vergleichende Uebersicht des Systems der Chemie. 1821
- Grundzüge der Physik und Chemie. 1821, 2. Auflage 1833
- Observationes de electromagnetismo. 1821
- Theorie der Polytechnochemie. 1827–1828
- Handbuch der Meteorologie. 3 Bände, Erlangen 1823–30
- Zur Polytechnologie unserer Zeit. 1836
- Zur Gesamtnaturlehre. 3 Teile, Stuttgart 1849
- Handbuch der angewandten Naturlehre. 1849
- Chemie zur Erläuterung der Experimentalphysik. 1850